# Flygflottilj 24

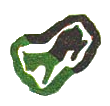
Lokatten, förbandstecken för LLv 24 under fortsättningskriget.

Flygflottilj 24 (LLv 24) (finska: Lentolaivue 24) var ett finländskt jaktflygsförband som deltog i både vinterkriget och fortsättningskriget. 

## Historia

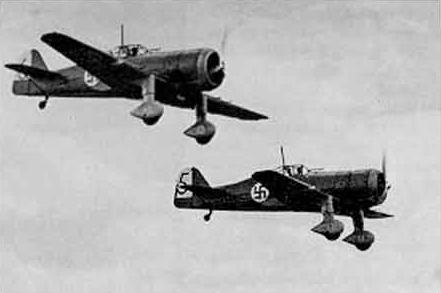
LeLv 24 Fokker D.XXI jaktflygplan.

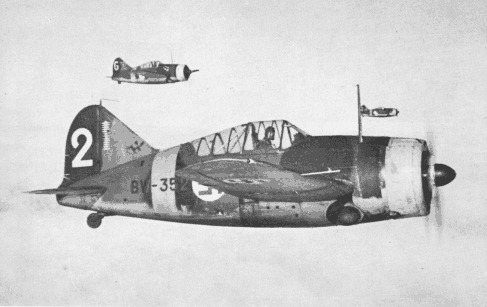
LeLv 24 Brewster jaktflygplan.

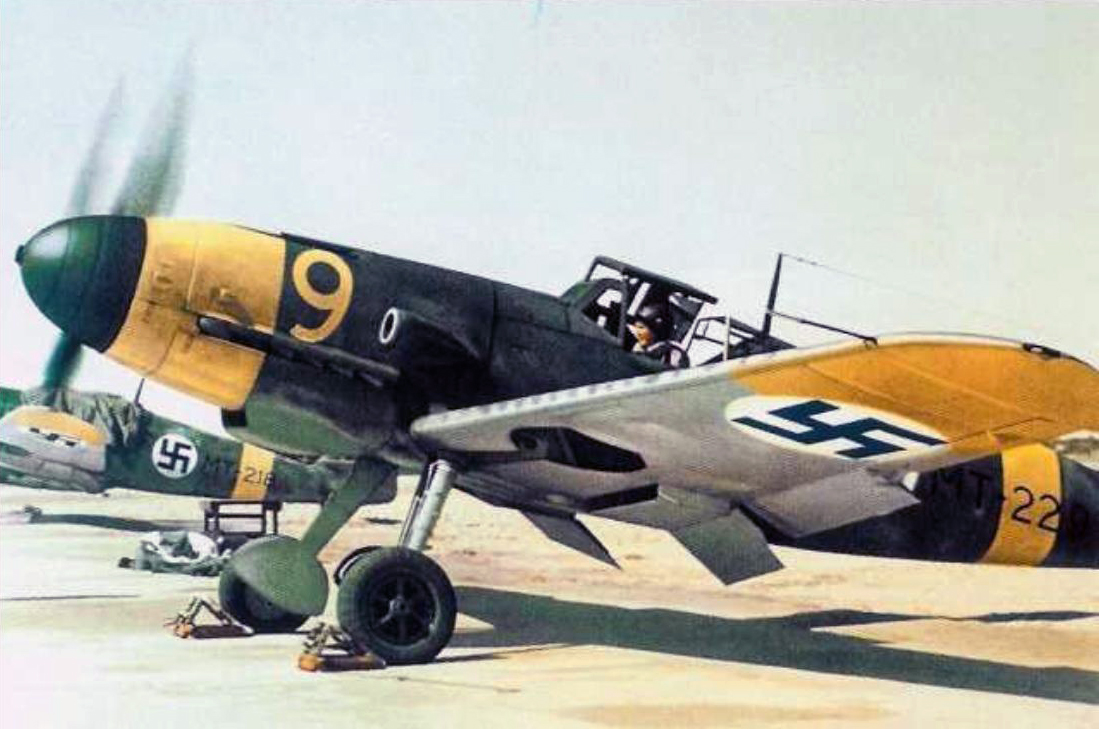
Messerschmitt Bf 109 G-2.

### Uppkomst
Den 15 juli 1933 omorganiserades det finländska flygvapnet som är ett av världens äldsta. Under den närmaste följande tiden byggdes många nya flygfält i Finland och vid dem uppsattes nya flygförband. Ett av de bildade flygförbanden var Flygflottilj 24 (LLv 24) som uppsattes vid Uttis, norr om Kotka.        
Flygflottilj 24 utrustades med brittiska Gloster Gamecock III jaktflygplan som licenstillverkats i Finland. Under den första förbandschefen Richard Lorenz utvecklades en ny förbandstaktik med rote (= en grupp om två flygplan) istället för den då traditionella flygformationen, bestående av tre flygplan. Det finländska flygvapnet torde vara först i världen med att utveckla roten som taktisk flygformation. 1937 började flottiljen utrustas med holländska Fokker D.XXI jaktflygplan.

### Vinterkriget
När Sovjetunionen angrep Finland den 30 november 1939 var Flygflottilj 24 utrustat med 36 Fokker D.XXI jaktflygplan. Helsingfors utsattes för häftiga bombardemang. 300 civila helsingforsbor fick sätta livet till redan på krigets första dag. 
Fokker D.XXI ansågs vara underlägsen de sovjetiska jaktflygplanen Polikarpov I-16 och Polikarpov I-153 som var den vanligaste typen av jaktflygplan i det sovjetiska flygvapnet, därför beslutade man att man skulle undvika att dras in i flygdueller, utan de finländska jaktflygplanen koncentrerade sig på att angripa sovjetiska bombplan. Den 1 december 1939 kom flygförbandets första luftsegrar när man sköt ner 11 sovjetiska bombflygplan av typen SB-2. Förbandets första förlust var en vådabeskjutning av eget luftvärn. Dåligt väder stoppade flygverksamheten för de bägge stridande partnerna flera gånger under kriget. Den 19 december tillät vädret flygoperationer och förbandet sköt ner tolv sovjetiska bombflygplan och två  I-16 sköts ner. Under december månad 1939 noterade Flygflottilj 24 sammanlagt 54 nedskjutna fiendeflygplan, mot ett eget flygplan förlorat och ett skadat i flygstrid. Dessa framgångar kom samtidigt som den finländska armén stoppat Röda arméns offensiver på samtliga frontavsnitt. 
Den 6 januari blev fänrik Jorma Sarvanto inte bara Flygflottilj 24:s främsta flygaress, utan hela Finlands då han i en flygstrid som varade omkring fyra minuter, sköt ner sex DB-3 bombplan. Händelsen utspelade sig mellan Uttis och Kotka. Under januari månad 1940 noterade Flygflottilj 24 sammanlagt 34 nedskjutna fiendeplan mot bara ett eget flygplan förlorat i flygstrid. Den operativa styrkan på förbandet var nere på 28 tjänstedugliga flygplan.
I slutet av januari blev den sovjetiska luftstridstaktiken mer aggressiv. Bland annat hade fällbara bränsletankar införts, vilket möjliggjorde eskort av bombarmadorna djupt in i Finland. Även hela jaktflygsregementen på 40 till 60 plan gjorde jaktflygssvep långt in på finländskt territorium. 
Den 1 februari 1940 startade en ny sovjetisk offensiv på marken och i luften med målet att bryta igenom Mannerheimlinjen på Karelska näset. Flygflottilj 24 flög jaktflygsuppdrag för att skydda de finländska arméförbanden som stred längs Mannerheimlinjen. Så många som 88 starter om dagen genomfördes under februari, och med den ökade aktiviteten ökade också förlusterna. Bland förbandets stupade fanns de danska frivilliga fänrik Rasmussen och fänrik Frijs. Under det ökade motståndet under februari förlorade flygförbandet sammanlagt sex flygplan och noterade sammanlagt 27 nedskjutna fiendeplan. Flygflottilj 24 hade nu kvar 22 tjänstedugliga flygplan.
Under mars flyttades striderna till Viborgska viken där Röda armén försökte ta sig över isen till södra Finland. I ett försök att bromsa offensiven sattes hela finländska flygvapnet in i anfall. Flygflottilj 24 utförde 154 anfallsuppdrag mot röda arméns kolonner på isen. Den 13 mars slöts fred. Flygflottilj 24 hade när vinterkriget började 36 Fokker D.XII mot 22 när vapenvilan trädde i kraft. Under vinterkriget noterade Flygflottilj 24 120 nedskjutna fiendeplan (varav 100  bombflygplan). De egna förlusterna uppgick till elva flygplan, varav nio förlorats i luftstrid.

#### Flygflottilj 24:s flygaress under vinterkriget
- Fänrik Jorma Sarvanto, 13 segrar
- Viktor Pyötsia, 7.5 segrar
- Fänrik Taru Huhanantti, 6 segrar (död 29 februari 1940 i luftstrid)
- Översergeant Per-Erik Sovelius, 5.5 segrar

### Mellanfreden
Den 19 april 1940 bytte Flygflottilj 24 ut sina Fokker D.XXI jaktflygplan mot amerikanska Brewester 239. Modellen ansågs då vara Finlands bästa jaktflygplan. Flygflottilj 24 ombaserades till det nya flygfältet Vesivehmaa öster om Lahtis. Det spända läget med Sovjetunionen gjorde att ett nytt krig var att vänta. Under den 14 månader långa mellanfreden tränades Flygflottilj 24 och dess personal hårt för att vara insatsberedd i ett nytt krig mot Sovjetunionen. Ett markbaserat förvarningssystem utvecklades för att tidigt kunna upptäcka fientligt flyg.

### Fortsättningskriget

#### 1941
Inför det stundande kriget bestod Flygflottilj 24 av 34 Brewster jaktflygplan. Hela det finländska flygvapnet förfogade över 235 flygplan, varav 187 genast kunde sättas in i strid, av dessa var 179  jaktflygplan. Mot sig hade man Leningrads militärområde med 1 332 flygplan, den sovjetiska östersjöflottan med 400 flygplan, och Ishavsflottan med 114 flygplan. Det finländska flygvapnet målade vid krigsutbrottet om sina flygplan i samma gula igenkänningsfärg som det tyska flygvapnet använde på östfronten. 
Den 25 juni 1941 bombarderade cirka 150 sovjetiska bombflygplan flera finländska städer, detta blev inledningen på fortsättningskriget.
Flygflottilj 24 sköt ner 10 bombflygplan den första dagen utan några egna förluster. Perioden 25 – 30 juni då Flygflottilj 24 skyddade södra Finland från bombangrepp så sköt flygförbandet ner 17 fiendeplan, bland annat två MRB-2 flygbåtar och en Pe-2a. En Brewster 239  förlorades i en olycka.
Den 3 juli ombaserades Flygflottilj 24 till flygfältet Rantasalmi i sydöstra Finland i syfte att med hela det finländska 2.flygregementet, spaningsflygförbanden Flygflottilj 12 och Flygflottilj 16 samt Bristol Blenheim-bombflygplan från 4.flygregementet understödja den karelska armén som förberedde en offensiv för att befria det av Sovjetunionen ockuperade Ladogakarelen. Den sovjetiska flygspaningen upptäckte den finländska truppsammandragningen och började den 8 juli med att försöka bekämpa de finländska trupperna med flygangrepp. Utan förluster sköts 10 fiendeplan ner och ett spaningsplan av typen R-5. Flygflottilj 24 understödde under sommaren 1941 de bägge offensiverna i Ladogakarelen och på Karelska näset framgångsrikt. Flygflottilj 24 deltog även och stödde den finländska offensiven i östkarelen under hösten 1941. Under 1941 noterade Flygflottilj 24 totalt 135 luftsegrar utan att ha förlorat ett enda flygplan i regelrätta flygstrider. Samma år hade det finländska flygvapnet totalt skjutit ner 356 fiendeplan medan man förlorat 84 flygplan i strid och olyckor. Endast två flygplan hade gått förlorade för Flygflottilj 24, ett då det skjutits ner av sovjetiskt luftvärn, det andra i en olycka. Flygflottilj 24 var nu Finlands framgångsrikaste jaktflygförband.

#### 1942
Efter att den finländska armén nått sina offensiva mål i början av december 1941, så övergick kriget till ett ställningskrig. Samtidigt började det ryska flygvapnet få flera leveranser från Storbritannien med Hawker Hurricane IIA och IIB. Med de nya flygplanen hotades det finländska luftherraväldet på platser som Vitahavskarelen där Flygflottilj 24 skötte luftförsvaret med det nu gammalmodiga Fokker D.XXI-flygplanet. Därför beslutades att 2 gruppen ur Flygflottilj 24 skulle sändas till Tiksjärvi i Vitahavskarelen. Här mötte Flygflottilj 24 moderna sovjetiska jaktflygplan av typen MiG-3 och Hawker Hurricane och flottiljen förlorade här för första gången flygdueller mot sovjetiska jaktflygplan. Totalt förlorade flottiljen härmed 3 stycken Brewster-jaktflygplan, och sköt ner minst 8 fiendeplan.
Under senvintern 1942 utkämpades slaget om Hogland i Finska viken, där bland annat Flygflottilj 24 understödde med 6 jaktflygplan. Efter en luftstrid där bland annat flygmästare Ilmari Juutilainen sköt ner två fiendeplan. Juutilainen hade nu 20 segrar sammanlagt och belönades med Mannerheimkorset, den första i Flygflottilj 24 att få utmärkelsen. Finländarna erövrade ön efter en framgångsrik operation. Resterande del av året skötte Flygflottilj 24 luftförsvaret från Finska viken till Vitahavskarelen. Den 8 september mottog kapten Jorma Karhunen Mannerheimkorset.
Det sovjetiska flygvapnet började nu förfoga över bättre flygplan av typen LaGG-3, La-5, IL2 Sturmovik Jakovlev Jak-1 Jakovlev Jak-7.

#### 1943
I början av 1943 var Flygflottilj 24 (nu förkortat LeLv24 på finska) nere på 24 tjänstedugliga Brewster-jaktflygplan. Saken blev inte bättre av att det finländska flygvapnet satte upp ett nytt flygförband, Flygflottilj 34. Det nya flygförbandet erhöll nyimporterade Messerschmitt 109-G. Flygflottilj 34  rekryterade bara duktiga veteranpiloter och flera av Flygflottilj 24:s bästa piloter, bland annat Ilmari Juutilainen och Lukkanen som nu hade 34 respektive 14,5 segrar förflyttades till Flygflottilj 34. Samtidigt fortsatte moderniseringen och återuppbyggnaden av det sovjetiska flygvapnet. Flygflottilj 24 deltog det här året bland annat i försvaret av Finska viken där den ryska östersjöflottans marinflyg på våren drog igång en flygoffensiv. Kapten Hans Wind fick Mannerheimkorset den 31 juli efter att han noterat 34 luftsegrar.

#### 1944
I början av 1944  återstod endast 17 flygdugliga Brewster-jaktflygplan i Flygflottilj 24. Flygförbandet bytte nu både namn och prefix till Jaktflygsflottilj 24 (HLeLv24) (finska: Hävittäjälentolaivue 24). Samma år ombeväpnades flottiljen till tyska Messerschmitt Bf 109-G och därmed försvann Brewster-jaktplanet som haft en "Kill-ratio" på 30:1 dvs. 30 nedskjutna fiendeplan på varje förlorat eget. Ombeväpningen var klar i maj 1944 precis i tid till den stundande sovjetiska storoffensiven. Jaktflygsflottilj 24 förfogade då över 14  Messerschmitt 109-G jaktflygplan.

#### Storoffensiven
Den 9 juni 1944 började Sovjetunionen en storoffensiv mot de finländska styrkorna. Offensiven var en stor samordnad operation med mark-, sjö- och flygstyrkor. Sovjetflyget uppgick till 1 500 flygplan tillhörande 13:e luftarmén och den sovjetiska östersjöflottan. Offensiven understöddes också av bombflygplan från det sovjetiska strategiska bombflyget AAD. På Karelska näset förfogade Finland över 16 Messerschmitt i Jaktflygsflottilj 34, 18 Brewster (f.d. HLeLv24-flygplan) i Jaktflygsflottilj 26 och 14 Messerschmitt i Jaktflygsflottilj 24. Jaktflygsflottilj 24 var då närmare bestämt baserad vid Suulajärvi på södra Karelska näset.           
Jaktflygsflottilj 24:s uppgift de första dagarna av offensiven blev att flygspana för att kunna fastställa hur långt den sovjetiska armén framryckt. Den 14 juni 1944 under slaget vid Siranmäki och Slaget vid Kuuterselkä var den dag med störst flygverksamhet under hela 1944. Totalt satt fienden i 1 700 flygplan i en samlad aktion. Den 15 juni 1944 omgrupperades Jaktflygsflottilj 24 till Villmanstrands flygfält. Den 17 juni drabbades flygförbandet av ett hårt slag då två av förbandets mest erfarna piloter löjtnant Nissanen (32,5 segrar) och löjtnant Sarjamo (12,5 segrar) dödades i strid. Finland fick välbehövlig tysk hjälp med leveranser av nya Messerschmitt-plan och samt att luftförsvaret stärktes med den från Tyskland sända flygavdelningen Geschwader Kuhlmey.

### Facit fortsättningskriget
Flygflottilj 24 sköt ner 763 bekräftade fiendeplan och förlorade 30 egna flygplan varav 26 förlorades i flygstrid. Det ger en kill-ratio på 29,3 nedskjutna fiendeplan på varje eget förlorat flygplan. Totalt fick 4 piloter Mannerheimkorset och Hans Wind fick det två gånger. Den 4 december 1944 omnumrerades Jaktflygsflottilj 24 (HLeLv24) till Jaktflygsflottilj 31 (HLeLv31). Flygförbandet finns ännu idag och flyger med F-18 Hornet jaktflygplan.

### Några av Flygflottilj 24:s flygaress under fortsättningskriget
- Kapten Hans Wind 2x Mannerheimriddare (75 segrar)
- Flygmästare Ilmari Juutilainen 2x Mannerheimriddare (36 segrar med LLv24 totalt 94 segrar)
- Sergeant Nils Katajainen Mannerheimriddare (35,5 segrar)
- Löjtnant Olavi Puro (34 segrar med LLv24, totalt 36 segrar)
- Löjtnant Lauri Nissinen Mannerheimriddare (32,5 segrar, stupade i strid 17 juni 1944)
- Kapten Jorma Karhunen Mannerheimriddare (31 segrar)
- Sergeant Emil Vesa (29,5 segrar)
- Sergeant Tapio Järvi (28,5 segrar)

### Förbandschefer
- Major Richard Lorenz 15 juli 1933
- Överstelöjtnant Gustav Erik Magnusson 21 november 1938
- Major Jorma Karhunen 1 juni 1943 – 4 december 1944